# Qiu Hongxia
Qiu Hongxia (10 de febrero de 1982) es una deportista china que compitió en halterofilia. Ganó dos medallas en el Campeonato Mundial de Halterofilia, oro en 2006 y plata en 2001.

## Palmarés internacional
| Campeonato Mundial | Campeonato Mundial              | Campeonato Mundial | Campeonato Mundial |
| Año                | Lugar                           | Medalla            | Categoría          |
| ------------------ | ------------------------------- | ------------------ | ------------------ |
| 2001               | Antalya (Turquía)               | Medalla de plata   | 53 kg              |
| 2006               | Santo Domingo (Rep. Dominicana) | Medalla de oro     | 53 kg              |